# Carla Arnolds

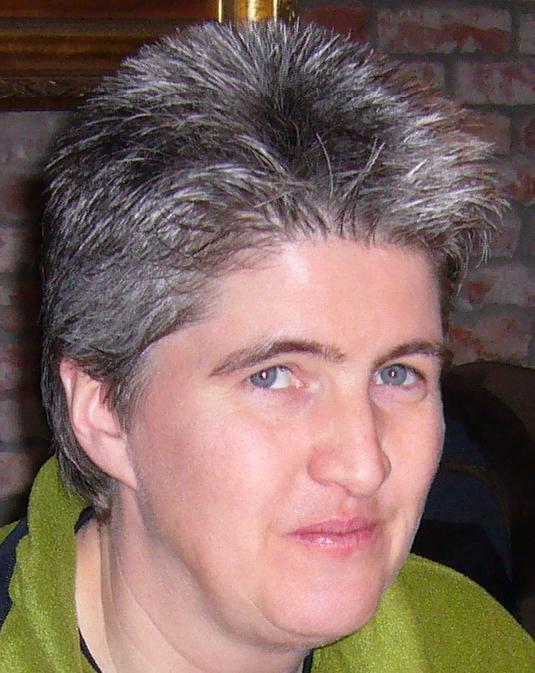
Carla Arnolds

Carla Arnolds (1960) is een Nederlandse bridgespeelster.

## Carrière
Arnolds is in 1981 met bridge begonnen. Vanaf 1987 speelt Arnolds toernooien met Bep Vriend als partner. Samen wonnen ze in 1994 het wereldkampioenschap paren. Na de overwinningen in 1994 stopt Arnolds met bridge en geeft de voorkeur aan haar gezinsleven. Sinds 2004 speelt zij weer met Vriend. Op het WK in Shanghai eindigen ze op de 3de plaats, met teamgenoten Marion Michielsen-Meike Wortel en Jet Pasman-Anneke Simons. In 2012 hernieuwde zij haar partnership met Wietske van Zwol.
Tegenwoordig speelt zij met haar dochter Sandra Kolen.
Arnolds en Vriend hebben onder andere goud behaald tijdens:
| Jaar | Evenement                                                                                               | Plaats      |
| ---- | --- | ----------- |
| 1993 | 41ste Europees kampioenschap (damesparen)                                                               | Menton      |
| 1994 | 9de Wereldkampioenschap (damesparen)                                                                    | Albuquerque |
| 2007 | 3de Europees Open Bridge Kampioenschap (damesparen) 3de Europees Open Bridge Kampioenschap (damesteams) | Antalya     |
| 2011 | 5de Europees Open Bridge Kampioenschap (damesparen)                                                     | Poznań      |

## Persoonlijk
Carla Arnolds woont in Tilburg. Ze is getrouwd met voormalig bridgekampioen Jan Kolen; ze hebben vier kinderen.